# Championnat de Slovénie de football 2003-2004
Navigation
Saison précédente Saison suivante
La saison 2003-2004 du Championnat de Slovénie de football était la 13e édition de la première division slovène à poule unique, la PrvaLiga. Les 12 meilleurs clubs slovènes jouent les uns contre les autres à deux reprises durant la saison, à domicile et à l'extérieur. À la fin de cette première phase, les 6 premiers jouent une poule pour le titre où ils se rencontrent à nouveau deux fois tandis que les six derniers jouent une poule de relégation ; à l'issue de cette phase, l'avant-dernier joue un barrage de promotion-relégation et le dernier est directement relégué en D2.
C'est le HIT Gorica qui termine en tête de la poule pour le titre, 1 point devant l'Olimpija Ljubljana et le septuple champion en titre, le NK Maribor qui termine 3e à 2 points seulement du champion. C'est le 2e titre de champion de Slovénie de l'histoire du club. Le NK Maribor remporte quand même un trophée en battant le NK Dravograd en finale de la Coupe de Slovénie.

## Les 12 clubs participants
| - Olimpija Ljubljana - NK Maribor - NK Ljubljana - HIT Gorica - NK Mura - NK FC Koper | - Publikum Celje - NK Drava - Promu de D2 - NK Šmartno 1928 - NK Domžale - Promu de D2 - NK Primorje - NK Dravograd |

## Compétition
Le barème de points servant à établir tous les classements se décompose ainsi :
- Victoire : 3 points
- Match nul : 1 point
- Défaite : 0 point

### Première phase
| Rang | Équipe             | Pts | J  | G  | N | P  | Bp | Bc | Diff |
| ---- | ------------------ | --- | -- | -- | - | -- | -- | -- | ---- |
| 1    | HIT Gorica         | 42  | 22 | 12 | 6 | 4  | 46 | 21 | +25  |
| 2    | Olimpija Ljubljana | 41  | 22 | 12 | 5 | 5  | 42 | 27 | +15  |
| 3    | NK Maribor (T)     | 41  | 22 | 12 | 5 | 5  | 29 | 23 | +6   |
| 4    | NK Primorje        | 38  | 22 | 10 | 8 | 4  | 49 | 25 | +24  |
| 5    | NK FC Koper        | 37  | 22 | 10 | 7 | 5  | 28 | 17 | +11  |
| 6    | NK Mura            | 34  | 22 | 10 | 4 | 8  | 41 | 41 | 0    |
| 7    | Publikum Celje     | 28  | 22 | 8  | 4 | 10 | 43 | 36 | +7   |
| 8    | NK Šmartno 1928    | 26  | 22 | 6  | 8 | 8  | 27 | 35 | -8   |
| 9    | NK Domžale (P)     | 24  | 22 | 7  | 3 | 12 | 26 | 42 | -16  |
| 10   | NK Ljubljana       | 19  | 22 | 5  | 4 | 13 | 22 | 44 | -22  |
| 11   | NK Dravograd       | 19  | 22 | 5  | 4 | 13 | 24 | 47 | -23  |
| 12   | NK Drava (P)       | 15  | 22 | 3  | 6 | 13 | 23 | 42 | -19  |

|  | Participation à la poule pour le titre                  |
|  | Participation à la poule de relégation                  |
|  | (T) Tenant du titre (P) Club promu de deuxième division |

### Seconde phase

#### Poule pour le titre
| Rang | Équipe             | Pts | J  | G  | N  | P  | Bp | Bc | Diff |
| ---- | ------------------ | --- | -- | -- | -- | -- | -- | -- | ---- |
| 1    | HIT Gorica         | 56  | 32 | 15 | 11 | 6  | 55 | 29 | +26  |
| 2    | Olimpija Ljubljana | 55  | 32 | 16 | 7  | 9  | 59 | 39 | +20  |
| 3    | NK Maribor (T) (C) | 54  | 32 | 15 | 9  | 8  | 41 | 34 | +7   |
| 4    | NK FC Koper        | 50  | 32 | 13 | 11 | 8  | 41 | 32 | +9   |
| 5    | NK Mura            | 49  | 32 | 14 | 7  | 11 | 53 | 54 | -1   |
| 6    | NK Primorje        | 48  | 32 | 12 | 12 | 8  | 59 | 36 | +23  |

|  | Qualification pour la Ligue des champions 2004-2005       |
|  | Qualification pour la Coupe UEFA 2004-2005                |
|  | (T) Tenant du titre (C) Vainqueur de la Coupe de Slovénie |

#### Poule de relégation
| Rang | Équipe          | Pts | J  | G  | N  | P  | Bp | Bc | Diff |
| ---- | --------------- | --- | -- | -- | -- | -- | -- | -- | ---- |
| 7    | NK Ljubljana    | 42  | 32 | 12 | 6  | 14 | 38 | 53 | -15  |
| 8    | NK Domžale (P)  | 41  | 32 | 11 | 8  | 13 | 47 | 53 | -6   |
| 9    | NK Šmartno 1928 | 40  | 32 | 10 | 10 | 12 | 43 | 48 | -5   |
| 10   | Publikum Celje  | 39  | 32 | 11 | 6  | 15 | 61 | 52 | +9   |
| 11   | NK Drava (P)    | 28  | 32 | 7  | 7  | 18 | 34 | 60 | -26  |
| 12   | NK Dravograd    | 25  | 32 | 7  | 4  | 21 | 35 | 73 | -38  |

|  | Qualification pour la Coupe Intertoto 2004       |
|  | Participation au barrage de promotion-relégation |
|  | Relégation directe en deuxième division          |
|  | (P) Club promu de deuxième division              |

#### Barrage de promotion-relégation
Le 11e de première division affronte le 2e de D2 afin de conserver sa place parmi l'élite, lors d'une rencontre disputée en matchs aller et retour.
| Équipe 1      | Résultat | Équipe 2             | Aller | Retour |
| ------------- | -------- | -------------------- | ----- | ------ |
| NK Drava (D1) | 1e - 1   | NK Bela Krajina (D2) | 0 - 0 | 1 - 1  |

Le NK Drava se maintient en première division au bénéfice des buts marqués à l'extérieur.

## Bilan de la saison
| Championnat de Slovénie de football 2003-2004 |                       |
| Champion                                      | HIT Gorica (2e titre) |
| Coupes et trophées                            |                       |
| Vainqueur de la Coupe de Slovénie 2003-2004   | NK Maribor            |
| Qualifications continentales                  |                       |
| Ligue des champions 2004-2005                 | HIT Gorica            |
| Coupe UEFA 2004-2005                          | NK Maribor            |
| Coupe UEFA 2004-2005                          | NK Primorje           |
| Coupe Intertoto 2004                          | Publikum Celje        |
| Promotions et relégations                     |                       |
| Promus en PrvaLiga                            | NK Rudar Velenje      |
| Relégués en Division 2                        | NK Dravograd          |